# 홍유진
홍유진(1955년 3월 8일~)은 대한민국의 배우, 연극인, 대학 교수, 연극 연출가이다. 현재 동덕여자대학교 방송연예학과에서 교수로 재직 중이다.

## 출연작

### 드라마
- 1983년 큰딸
- 2009년 보석비빔밥 - 이태리 (MBC)
- 2012년 산 너머 남촌에는 2 - 성주댁 역 (KBS1)
- 2019년 우아한 모녀 (KBS2)

## 경력
- 1977년 TBC 18기 공채 탤런트
- 동덕여자대학교 방송연예과 교수